# The Monkey Puzzle (The Saints)
The Monkey Puzzle è il quarto album dei The Saints, pubblicato nel 1981. È il primo album del gruppo senza la presenza di Ed Kuepper, fondatore del gruppo, e degli altri due componenti che fino al 1979 facevano parte del gruppo, Algy Ward e Ivor Hay. La versione francese dell'album fu pubblicata dalla New Rose, e oltre all'album comprendeva anche un 7".

## Tracce
1. Miss Wonderfull – 3:37
2. Always, Always – 3:55
3. Paradise – 3:45
4. Let's Pretend – 3:29
5. Somebody – 3:57
6. Monkeys (Let's Go) – 4:41
7. Mystery Dream – 3:55
8. In the Mirror – 3:50
9. Simple Love – 4:26
10. The Ballad – 4:28
11. Dizzy Miss Lizzy – 3:31

### Tracce del 7" New Rose
1. (I'm) Stranded (live)
2. Security (live)
3. This Perfect Day (live)

## Formazione
- Chris Bailey - voce
- Barrington Francis - chitarra
- Janine Hall - basso
- Mark Birmingham - batteria